# Legends (песня Juice WRLD)
«Legends» (с англ. — «Легенды») — песня американского рэпера Juice WRLD, выпущенная 22 июня 2018 года в качестве второго сингла с его мини-альбома Too Soon.., через три дня после выхода мини-альбома. Песня посвящена умершим рэперам Lil Peep и XXXTentacion.

## Предыстория
Песня посвящена Lil Peep, который умер от передозировки наркотиков в ноябре 2017 года, и XXXTentacion, который был застрелен во время ограбления. Последний был убит за день до выхода Too Soon...
После того, как Juice WRLD умер от приступа в декабре 2019 года в 21 год, он, как утверждается, предсказал свою смерть со следующими словами «Legends»: «Что за клуб 27? / Мы не становимся старше 21».

## Чарты
| Чарт (2018–2019)                      | Высшая позиция |
| ------------------------------------- | -------------- |
| Австралия (ARIA)                      | 97             |
| Канада (Billboard Canadian Hot 100)   | 26             |
| Ирландия (IRMA)                       | 46             |
| Португалия (AFP)                      | 96             |
| Великобритания (OCC UK Singles)       | 98             |
| США (Billboard Hot 100)               | 29             |
| США (Billboard Hot R&B/Hip-Hop Songs) | 13             |
| США Rolling Stone Top 100             | 18             |

## Сертификации
| Регион | Сертификация | Продажи   |
| --- | ------------ | --------- |
| Австралия (ARIA) | Золотой      | 35 000    |
| Канада (Music Canada) | Золотой      | 40 000    |
| Великобритания (BPI) | Золотой      | 400 000   |
| США (RIAA) | Платиновый   | 1 000 000 |
| * Данные о продажах приведены только на основе сертификации. · ^ Данные о тиражах приведены только на основе сертификации. · Данные о продажах + прослушиваниях приведены только на основе сертификации. |              |           |